# راس غبارية (رماة)
'

تعديل مصدري - تعديل

راس غبارية هي إحدى قرى عزلة رماة بمديرية رماة التابعة لمحافظة حضرموت، بلغ تعداد سكانها 78 نسمة حسب تعداد اليمن لعام 2004.